# NGC 1069
NGC 1069 è una vasta e lontana galassia a spirale intermedia situata nella costellazione della Balena, a una distanza di circa 445 milioni di anni luce dalla nostra Via Lattea.

## Scoperta
La galassia è stata scoperta il 29 settembre 1886 dall'astronomo statunitense Lewis Swift.

## Descrizione
NGC 1069 ha una classe di luminosità III e presenta una larga riga a 21 cm dell'idrogeno neutro.
Il database SIMBAD la classifica come galassia LINER, cioè una galassia il cui nucleo presenta uno spettro di emissione caratterizzato da larghe righe di atomi debolmente ionizzati.